# (7867) Burian
(7867) Burian est un astéroïde de la ceinture principale.

## Description
(7867) Burian est un astéroïde de la ceinture principale. Il fut découvert le 20 septembre 1984 à l'Observatoire Kleť par Antonín Mrkos. Il présente une orbite caractérisée par un demi-grand axe de 2,21 UA, une excentricité de 0,19 et une inclinaison de 6,0° par rapport à l'écliptique.

## Compléments